# Utglesning

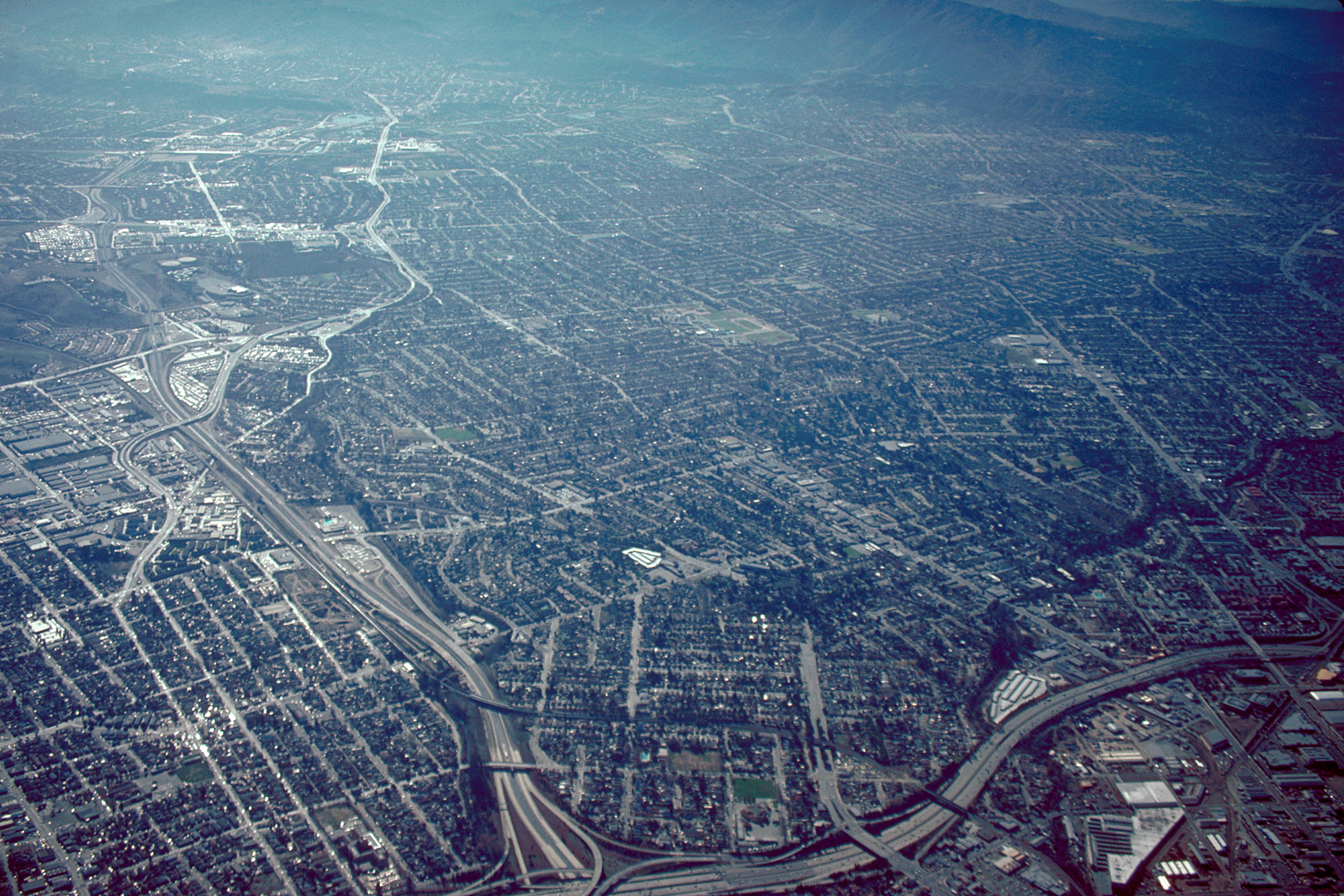
Villaområden i San José, Kalifornien.

Utglesning (eng. urban sprawl) är en process där ett stadsområde växer med glesa småhusområden med lågt exploateringstal och därmed lägre befolkningstäthet. Utglesning ökar restider och trafikmängd.
Motsatsen är förtätning.